# Spells of Gold
Spells of Gold (с англ. — «Заклятие»)  — компьютерная игра в жанре RPG, разработанная Jonquil Software и выпущенная в 2002 году компанией Buka Entertainment.

## Жанр
Заклятие — ролевая игра, но тем не менее, значительную долю игрового процесса занимают торговые операции, что позволяет отнести её так же к жанру торгового симулятора.

## Игровой мир
Действие игры происходит в мире фэнтези, населенном людьми, эльфами, гномами, нечистью и нежитью.
Пространство игровой вселенной представляет собой отдельные материки, свободно парящие в открытом космосе. Каждый из материков имеет несколько поселений, представляющих собой города-государства с замкнутой экономико-политической системой. Перемещение между мирами (материками) осуществляется через пространственные врата — порталы.
Разные миры отличаются климатом, архитектурой, а также перечнем товаров для торговли.
В Заклятии отсутствуют некоторые «необязательные» элементы игрового мира, привычные для ролевых игр, такие, как, например, второстепенные реплики персонажей, раскрывающие особенности политической, социальной или культурной сферы жизни общества. Игра нелинейна и предоставляет свободу деятельности и перемещения; в зависимости от выбора игрока меняется его карма, что может приводить к одному из трёх вариантов развития сюжета: Тёмному пути, Светлому пути, и Пути Избранного.
Практически всё в игре, начиная от отдыха персонажа в тавернах, обучением умениям, и заканчивая поиском сюжетной информации, завязано на деньги, а потому от умения торговать зависит большая часть игровых действий.
В игре существуют боевые и магические школы, предлагающие различные виды умений; пантеон враждующих богов, чья благосклонность даёт главному герою те или иные преимущества, и пять гильдий, участие в которых так же обеспечивает главному герою различные привилегии.
Развитая экономическая система, которая находится в постоянном движении, цены на товары меняются в разных городах-государствах независимо друг от друга. Базовый геймплей заключается в расчёте наиболее прибыльного торгового маршрута; выполнении заданий по доставке почты, возвращению потерянных вещей и зачистке местности от разбойников и монстров. Возможность автоматизации процесса торговли в игре отсутствует; покупка-продажа и доставка товара осуществляются непосредственно главным героем.
Если не считать квестов по зачистке местности, боевая составляющая игры связана в основном с путешествиями между городами: за воротами любого города находится некоторое количество разбойников или монстров. Для осуществления перемещения между городами, необходимо дойти до столба-указателя и указать город назначения, у которого будет ожидать некоторое количество противников.
Разбойники отличаются от монстров тем, что, перед тем, как напасть, предлагают главному герою заплатить за проход, и нападают лишь в случае отказа.
Кроме описанных в официальной рецензии эльфов и гномов, в мире Заклятия присутствуют и другие разновидности гуманоидов, например, огры. Все они представлены в качестве не одарённых интеллектом грабителей и убийц, и разрозненны, так что представляют собой только группы, способные лишь грабить случайных прохожих, зарабатывая тем самым на жизнь.
Врагами так же может оказаться нежить, в виде, например зомби или ходячих скелетов. Так же встречаются и дикие животные, например, собакоподобное существо с красной шкурой, ходящее на двух лапах. Главное, что отличает их от грабителей - они не требуют выкуп, а сразу нападают.
Что ещё интересно, все обитатели городов-государств - мужчины, а женщины упоминаются лишь в диалогах, во время выполнения основного квеста.

## Графика
В игре используется изометрическая проекция игрового поля, в котором персонажи перемещаются в пространстве по вершинам восьмиугольника. Такая пространственная ориентация может образовывать естественные затруднения при пересчете модели движения с расположенными на ней препятствиями, в результате чего, например, два заинтересованных во встрече персонажа, двигаются друг к другу по странной ломаной траектории, натыкаясь на предметы пейзажа и других участников игрового процесса.

## Управление
За основу интерфейса принята более или менее стандартная для жанра ролевых игр Серебряного века схема управления, что облегчает понимание того, как, например, организовать операции с инвентарём или параметрами персонажа.
Что же касается ряда трансакций, реализованных вне обычной схемы управления, то понять, как их правильно произвести, иногда бывает достаточно непросто.
Так же, игровой интерфейс имеет такие особенные свойства, как например отсутствие в игре функции автоматического сохранения, или то, что игра никогда не переспрашивает подтверждения выполнения даже ответственных действий.

## Геймплей
Торговец, путешествующий между городами (а потом и между мирами), спекулирующий и наживающийся на разных товарах и выполнении разного рода поручений, попутно, наращивающий уровни в торговле, магии и воинском мастерстве.
Прогресс персонажа по каждой из трех линий (воин, маг, торговец) даёт ему очки опыта, которые могут быть распределены между основными параметрами, причём коэффициент распределения напрямую зависит от линии, по которой произошло повышение уровня. Так, например, если кинуть 10 очков, полученных при росте персонажа как мага, на интеллект, мы получим 10 очков интеллекта, а при распределении тех же 10 очков на параметры силы или телосложения — только одно очко (коэффициент конвертации, соответственно, 1/8 и 1/10).
В мире Заклятия одной из самых важных составляющих игрового процесса является торговля, а потому неплохо продуманы торговые компоненты геймплея. Так, например, большинство товаров подвержены порче в процессе транспортировки, цены на них — сезонным колебаниям, а открытие дополнительных торговых областей («спрятанных» до определённого этапа прохождения сюжетной линии) существенно изменяет карту цен на различные товары.
У персонажа есть возможность приобрести разного рода дополнительные умения (как торгово-бытовые, так и боевые или магические), дающие, например, способность быстрее путешествовать между городами, выгодней торговаться, или овладеть приемами ведения боя и заклинаниями. Небольшое разнообразие заклинаний компенсируется возможностью их роста по уровню, в результате которого они могут существенно отличаться на разных уровнях.
Кроме того, у главного героя есть возможность обучиться молитвам различным богам, которые дают ему пассивные улучшения параметров (например, постепенное восстановление здоровья), в случае положительного расположения бога к персонажу. Обучением занимаются магические и боевые школы, а также храмы.

## Сюжет
История начинается с рассказа героя о своём прошлом:
Моё детство не предвещало ничего особенного. Сын простого крестьянина, я рос, как все деревенские ребятишки. Крутой поворот в моей жизни произошёл, когда на деревню напали разбойники. Затаившись в кустах, я сквозь слёзы наблюдал, как горит мой дом, гибнут близкие мне люди. Не знаю, как мне удалось тогда спастись...
Голодный, и обезумевший от горя, я почти неделю плутал по лесам, пока не встретил Мархуна, который принял меня как сына. Мархун был торговцем, промышлявшем в Вэйоне уже третий десяток лет. Вместе с Мархуном, я стал путешествовать по Вэйону, занимаясь торговлей. Торговцы - особенные люди. Они обучены и воинскому мастерству, и грамоте. И некоторые даже сведущи в магии. Но главное, без чего невозможно быть торговцем - сумка Монрока - обычная на вид дорожная сумка, которая обладает воистину магическим свойством переносить грузы.

Недавно старый Мархун скончался. Согласно завещанию, его сумка досталась мне. Я стал торговцем...
Главный герой оказывается в городе под названием Зир, в мире Вэйон. Спустя некоторое время к нему подходит человек со странным рассказом о том, что много веков назад Вэйон, как и многие другие миры, имел доступ к Локатриенну - особому месту, позволявшему переходить из одного мира в другой. Это способствовало развитию торговли, обмену знаниями и ремёслами. И торговцы мечтают вернуть связь межу Вэйоном и Локатриенном, чтобы восстановить доступ к другим мирам.
После недолгих поисков ему сообщают за определённую плату, что кара богов запечатала Локатриенн за то, что было совершено некое страшное злодеяние. И только Учитель расскажет больше. Он находит того, кто знает, где найти того, кто знает Учителя. И тот таинственный незнакомец говорит, что расскажет о местонахождении жилища Учителя в обмен на убийство своего неприятеля, либо за 50,000 по местной валюте - для того, чтобы нанять убийцу. После всех принятых ранее решений, в зависимости от своей кармы, протагонист определяет своё направление и дальнейшую судьбу вселенной Заклятия в зависимости от решений, которые он принимал раньше.

### Тёмный путь
После недолгих поисков герой получает информацию о том, где находится жилище Тёмного Учителя Гаурида, который даёт задание: вернуть Меч Дакатара, охраняемый шайкой бандитов.

### Светлый путь
Вы встречаете своего учителя Элигура Светлого который даст вам немного очков характеристик и пару заданий. В одном из заданий придётся повозиться с ордой нежити, во втором крупно потратиться, а в третьем опять нежить, только много больше, но убивать всех не нужно, нужно найти книгу а потом убежать (Если честь воина/мага/торговца тебе позволит!).

### Путь Избранного
Избранным может стать только избранный!